# 餓了麼
餓了麼（ウーラマ、簡: 饿了么、意：お腹すいた？、英: Ele.me）は食配サービスアプリである。このアプリサービスは中華人民共和国上海市に本社を置くO2Oスタートアップ企業上海拉扎斯信息科技有限公司（英: ELEME Inc.）により運営されている。社名の「拉扎斯」はサンスクリット語の「Rajax」の意味を持つ。2018年2月28日より筆頭株主のアリババグループから買収提案を受け2018年4月より持株会社Alibaba Bendi Shenghuo Fuwu Gongsiの完全子会社となった。

## 概要
フードデリバリーアプリ餓了麼（Ele.me）を提供し、配送者を通じてレストランの食事を注文者に配達している。配送者は注文者から30分遅延や配送態度が悪いといった悪い評価を受けると30元(500円)の罰金が課せられる。。2018年現在中国国内でテンセント傘下の美団点評と激しいシェア争いと行っており、2017年には業界3位の百度傘下の百度外売を買収した。調査企業「Trustdata」によると、2017年時点の中国の市場シェアは餓了麼39.5%、百度外売13.2%に対してライバルの美団点評は46.1%。。2017年6月の月間アクティブユーザーは、餓了麼3402万人、百度外売1748万9000人に対して美団外売は2989万7000人。。2017年9月より広州市で外食が難しい高齢者向けに、食事を宅配しており、2018年7月からは高齢者在宅介護サービス進出も発表している。また、上海では配送ドローンの運用が行われており、配達ロボット「万小餓（ワンシャオウー）」の研究開発もされている。

## 沿革
- 2008年9月 - 上海交通大学を卒業した張旭豪と康嘉により餓了麼が設立される
- 2009年4月 - 餓了麼ウェブサイト公開
- 2010年7月7日 - 上海拉扎斯信息科技有限公司を登記
- 2011年7月 - 北京支店と杭州支店を開設
- 2013年3月 - 蘇州支店、ハルビン支店、福州支店を設立
- 2013年10月 - 深圳支店、南京支店、長春支店、厦門支店を設立
- 2013年11月27日 - シリーズCラウンドでセコイア・キャピタルチャイナより2,500万ドル調達
- 2014年5月6日 - シリーズDラウンドでDianpingより8,000万ドル調達
- 2015年1月27日 - シリーズEラウンドでTencent Holdingsより3億5,000万ドル調達
- 2015年8月28日 - シリーズFラウンドでCITIC Capitalより6億3,000万ドル調達
- 2016年3月15日 - 中国中央電視台により無許可のレストランにより食品安全性に問題がある食品が配送されていたことが報道され謝罪[5]
- 2016年4月13日 - 阿里巴巴集団より13億ドル調達。阿里巴巴集団が23％の筆頭株主となる[6]
- 2017年6月5日 - 阿里巴巴集団より10億ドル調達。阿里巴巴集団が32.94%の筆頭株主となる[7]
- 2017年8月24日 - 百度外売(Baidu Takeaway)を8億ドルで買収[8][9]
- 2017年12月23日 - 配達員が使用するアプリ「蜂鳥配送」に聴覚障害の配達員のための自動音声通知機能追加[10]
- 2018年4月2日 - 95億ドルで阿里巴巴集団の完全子会社となる[11]
- 2018年5月28日 - 海南省三亜市より情報審査が杜撰で実体店舗が捏造された飲食店を掲載したとして行政処分を受ける[12]
- 2018年5月29日 - 上海市の上海金山工業区でドローンの運用を開始[13]
- 2018年7月19日 - 高齢者介護事業に進出[14]
- 2018年8月1日 - スターバックスと提携[15]
- 2018年8月23日 - 阿里巴巴集団、ソフトバンク・ビジョン・ファンドより30億ドル調達[16]